# Крылоусая линофрина
Крылоусая линофрина, или крылоусая ризофрина (лат. Linophrine pennibarbata) — глубоководная лучепёрая рыба семейства линофриновых, отряда удильщикообразных. Является одним из самых малоизученных видов рыб.

## Ареал
Северная Атлантика и часть Пацифики от Флориды до Гавайев..

## Изменчивость в строении эски
Обсуждена онтогентическая изменчивость в строении эски Linophrine pennibarbata, показано что, длина дистального придатка эски (фотофора) и его боковых ответвлений, а также количество придатков задней (непарной) ветки гиодного усика у этой рыбы подвержены значительной индивидуальной изменчивости, не связанной с ростом.